# Улица Веры Хоружей (Минск)

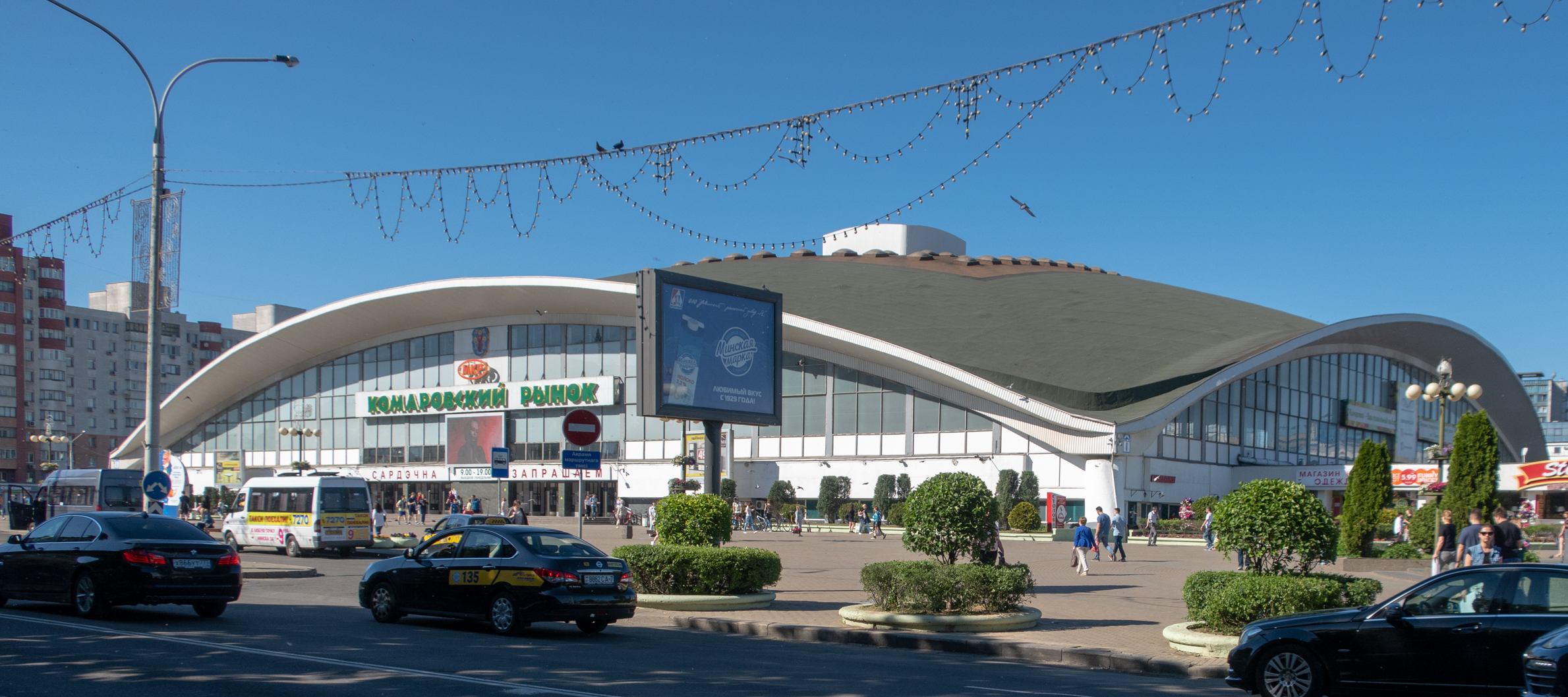
Крытое здание Комаровского рынка

Улица Ве́ры Хору́жей (бел. Вуліца Веры Харужай) — улица в Советском и Центральном районах Минска. Названа в честь подпольщицы Веры Хоружей. Протяжённость — около 2,5 км, от площади Якуба Коласа до Старовиленского тракта.

## История
В 1959 году в Минске появилась улица Зелёное кольцо, а уже в 1960 году улица была названа в честь Веры Хоружей (по другой информации, переименование состоялось в 1976 году). В честь Веры Хоружей было названо расположенное в начале улицы ГПТУ полиграфистов (ныне — Минский государственный профессионально-технический колледж полиграфии имени В. З. Хоружей); на доме № 1 установлена мемориальная доска.
Первоначально окончанием улицы было пересечение с улицей Червякова (2200 м). В настоящее время продлена на запад до Старовиленского тракта. Некоторое время существовала площадь Веры Хоружей (на пересечении с улицей Куйбышева; в настоящее время площадь упразднена, её территория застроена), где размещались диспетчерский пункт нескольких городских автобусных маршрутов и пригородная автостанция, обслуживающая северное и северо-восточное направления от города.
В 1969 году в начале улицы был открыт Дом мебели (площадь 4320 м²), в 1979 году — крытое помещение Комаровского рынка, к началу 1982 году были построены 9-этажные жилые дома на участке от Комаровского рынка и улицы Куйбышева до улицы Максима Богдановича.
По состоянию на 1983 год на улице располагался ряд важных объектов, не считая общегородского торгового центра, — пять проектных институтов (Белгипроторф, дом 3; БелНИИгипросельстрой и Белгипросельхоз, дом 29, Ленгипромясомолпром, дом 33, Союзгипролесхоз, дом 41), Центральная городская библиотека имени Янки Купалы (дом 16), Полиграфический комбинат имени Якуба Коласа, завод ЭВМ (впоследствии — МПОВТ).
В 1970-е годы началось строительство ансамбля из пяти одинаковых 16-этажных монолитно-каркасных зданий (автор проекта — Ольга Ладыгина, архитектор — Владимир Пушкин, инженер-конструктор — Владимир Потерщук), задуманных как высотные акценты всего района. Здания были спроектированы квадратными, но круглые балконы придавали им сложную форму. Здания были первыми монолитно-каркасными домами в Минске, что потребовало многочисленных согласований и нововведений при строительстве (так, последние дома строились не на монолитном, а на впервые применённом в Минске свайно-плитном фундаменте). В 1980 году было построено первое здание (сдано в эксплуатацию в 1982 году), в 2000 году — последнее. Последнее здание было перепрофилировано из жилого в офисное. За зданиями закрепилось народное название «кукурузы» за внешнее сходство с её початками.

## Современное состояние

Улица Веры Хоружей
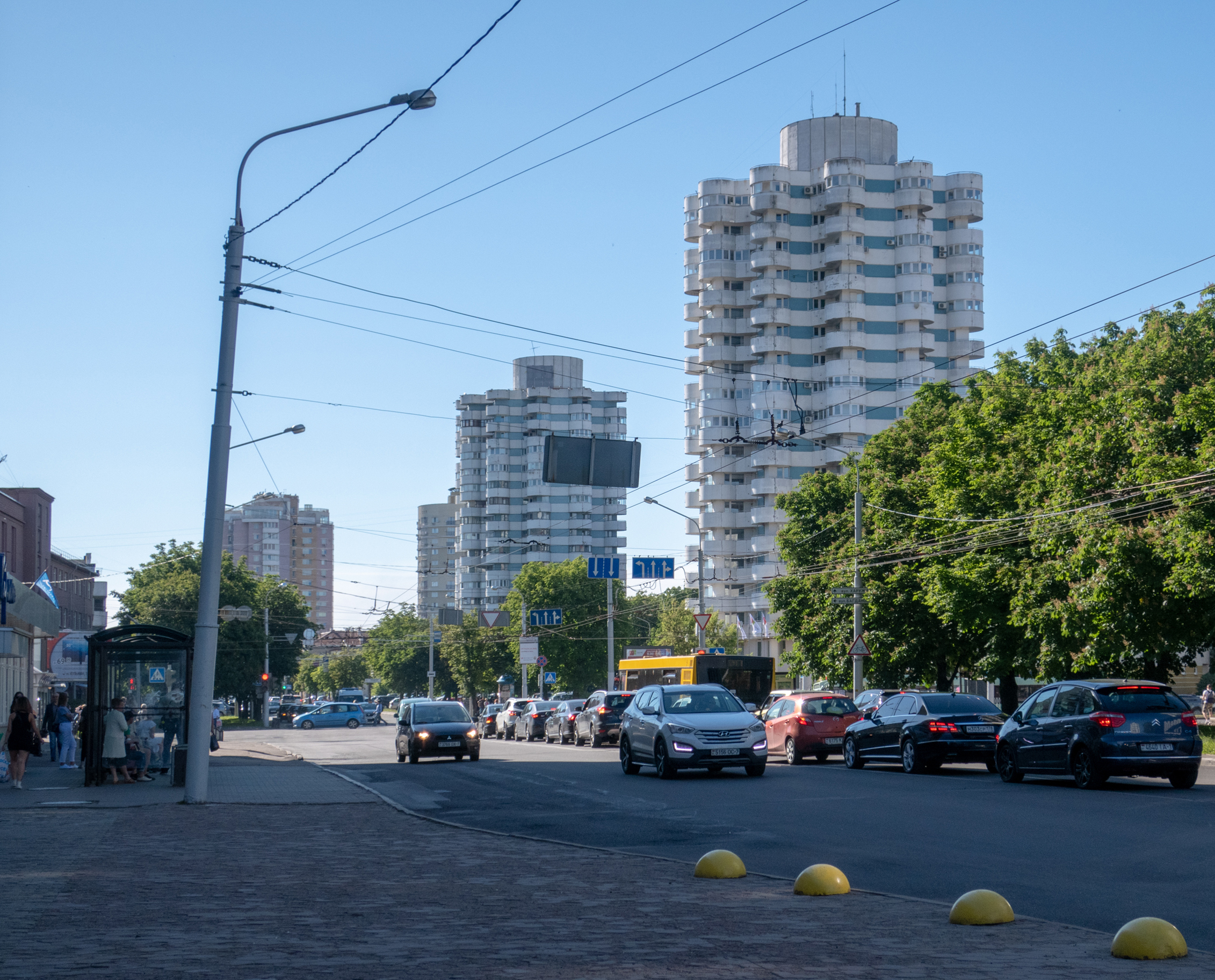
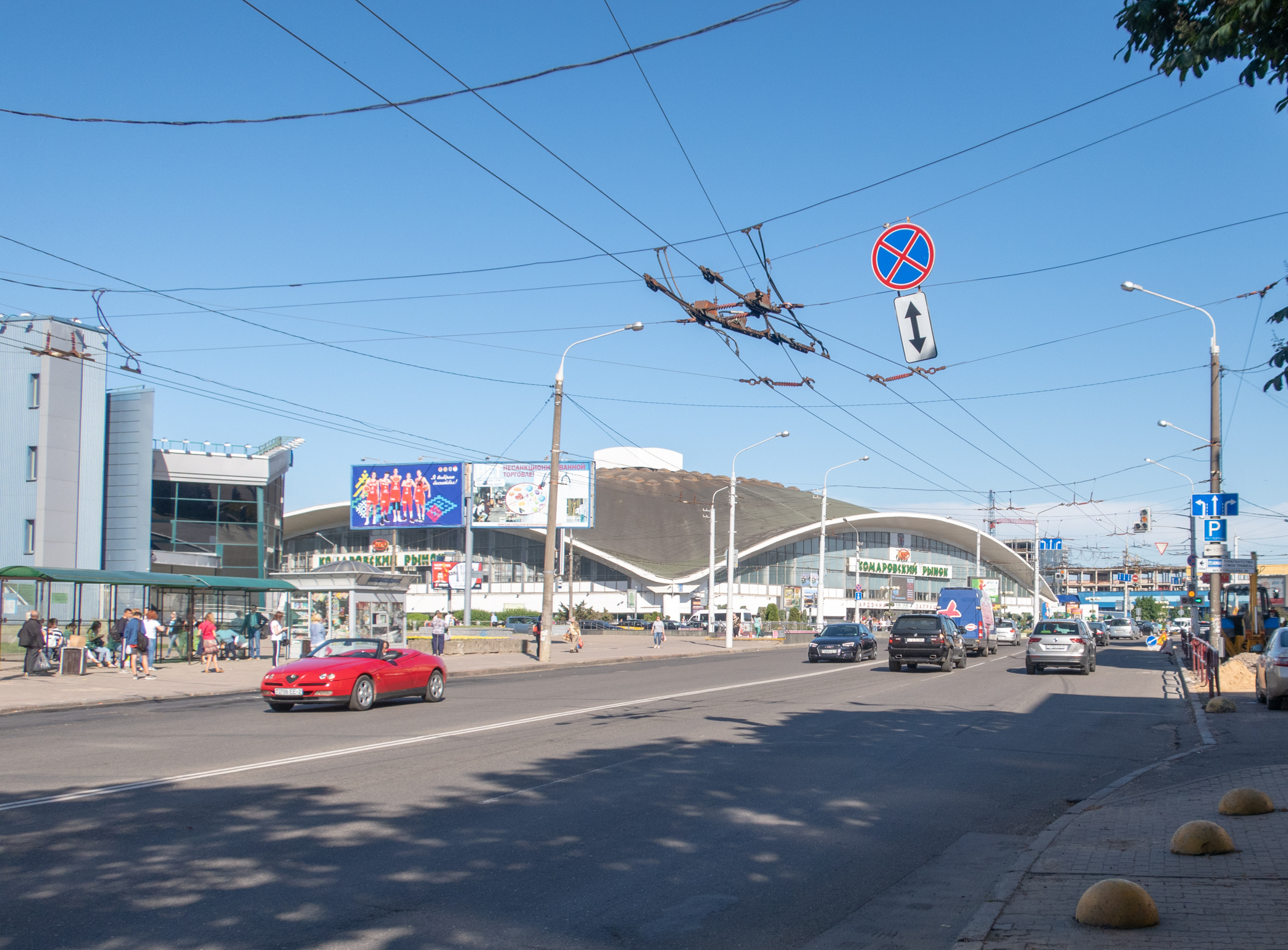
Комаровский рынок
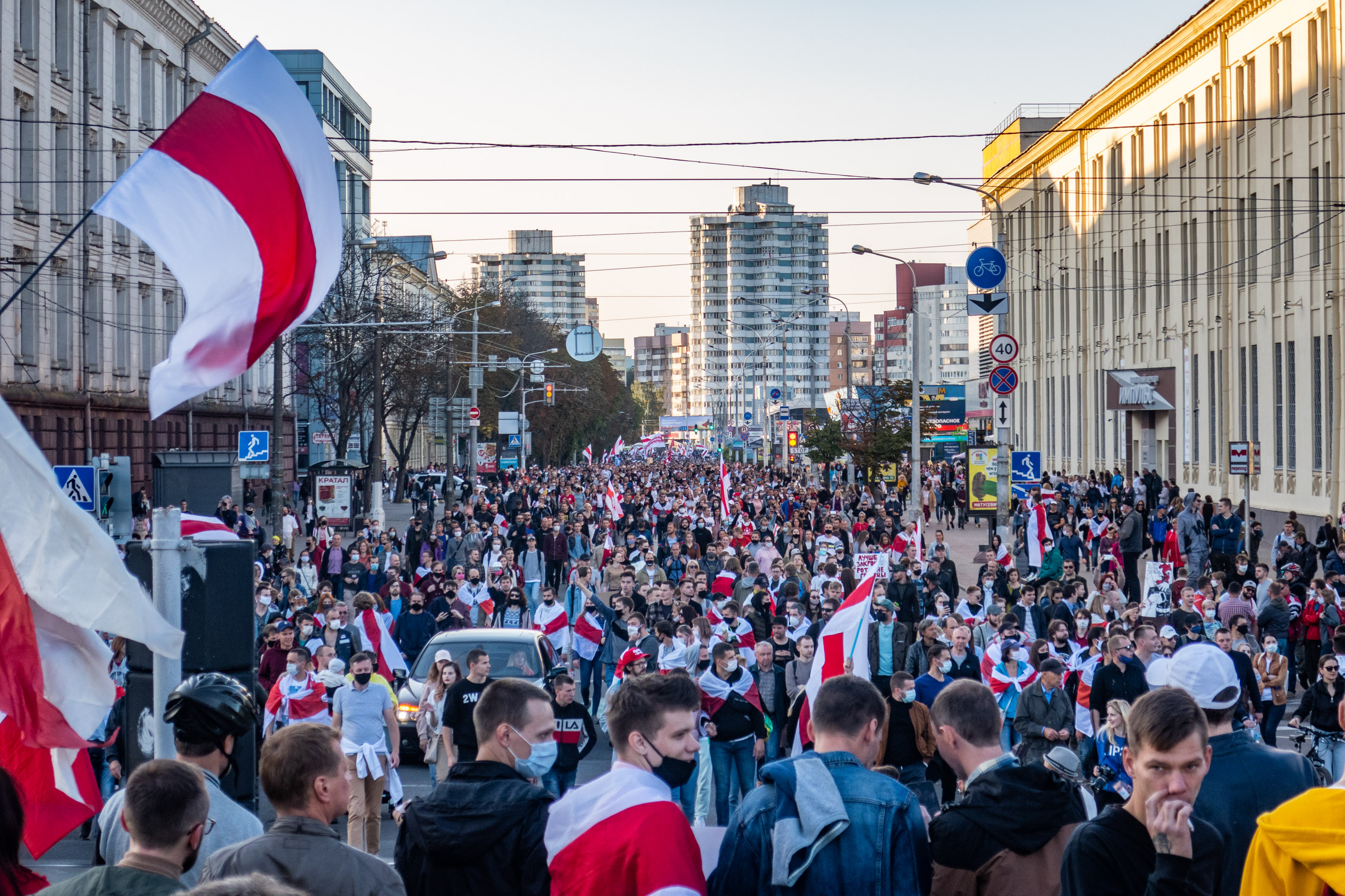
Акция протеста 20 сентября 2020 года
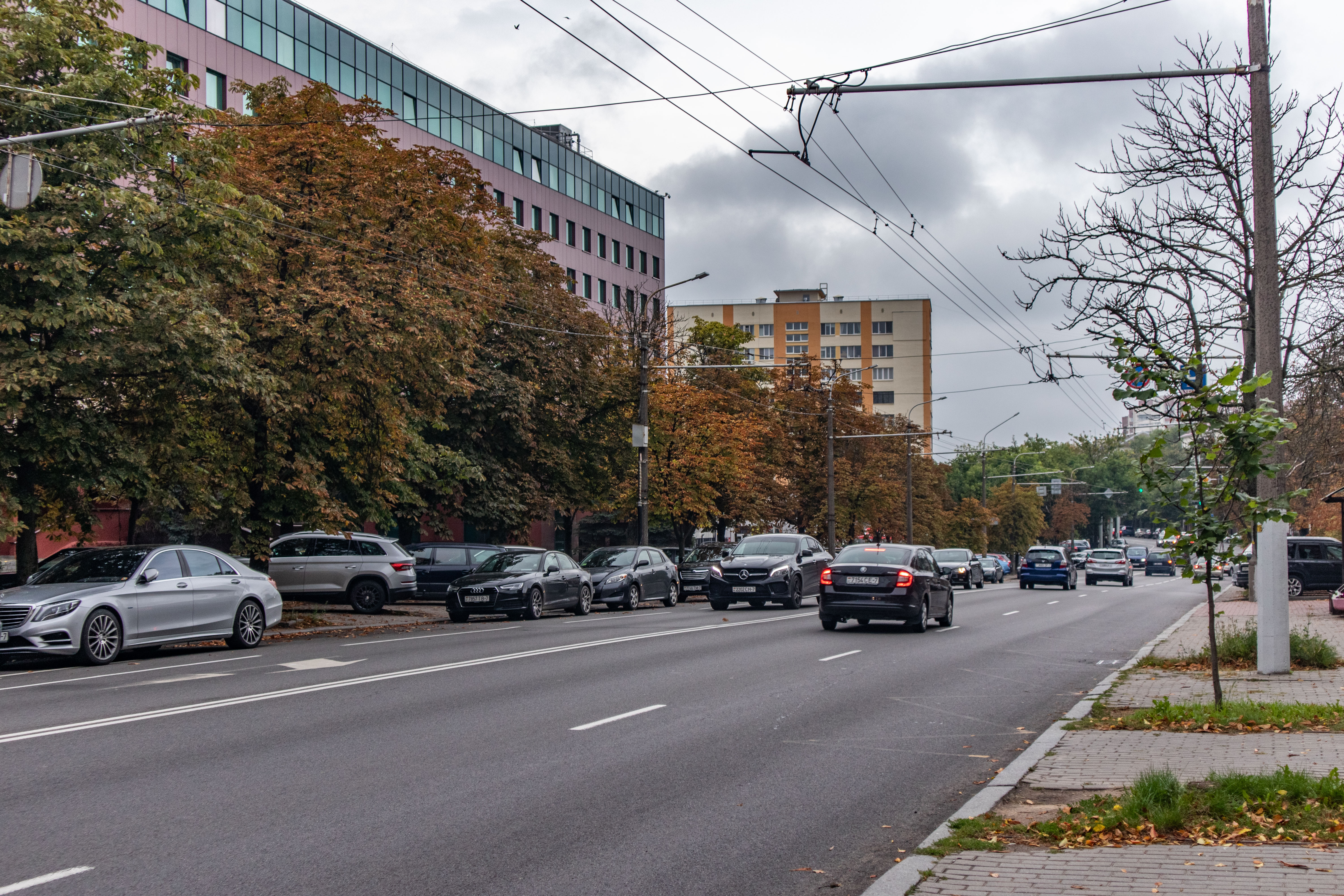

В начале улицы расположен целый ряд крупных торговых объектов общегородского значения. Некоторые корпуса Полиграфического комбината и завода МПОВТ заняты торговыми центрами («Силуэт» и «Импульс» соответственно). Другие корпуса Полиграфкомбината проданы турецкому инвестору для перепрофилирования под отель.
Улица Веры Хоружей пересекается с улицами: Красной и Якуба Коласа, Куйбышева, Максима Богдановича, Старовиленской, Кропоткина, Гая, бульваром Шевченко, улицей Червякова и Старовиленским трактом.
Улица связана с другими частями городами всеми видами общественного транспорта — автобусами, маршрутными такси, троллейбусами, трамваями и станцией метро «площадь Якуба Коласа». В перспективе возле улицы намечается строительство станций метро третьей линии. Трамвайные пути имеются на улице Красной / Якуба Коласа и Старовиленском тракте в самом начале и самом конце улицы Веры Хоружей соответственно.

Скульптурная композиция «Счастливое детство», установлена в 1981 году, автор — Н. И. Кондратьев

На улице Хоружей расположен памятник «Счастливое детство» (другие названия — «Играющие дети» или «Дети играют»), созданный в 1980—1981 годах, автором памятника является Кондратьев Николай Иванович (1925—2001).
В 2019 году появилась велополоса на проезжей части — первая в Минске, пилотный проект. Впервые в Беларуси велодорожки на проезжей части были реализована в Бресте, Полоцке, Пружанах.

### Велополоса
Появилась в 2019 году. Проект выделенной велополосы по улице Веры Хоружей в Минске разрабатывался и находился на согласовании около трёх лет, потребовав взаимодействия с разными сотрудниками ГАИ на разных уровнях.

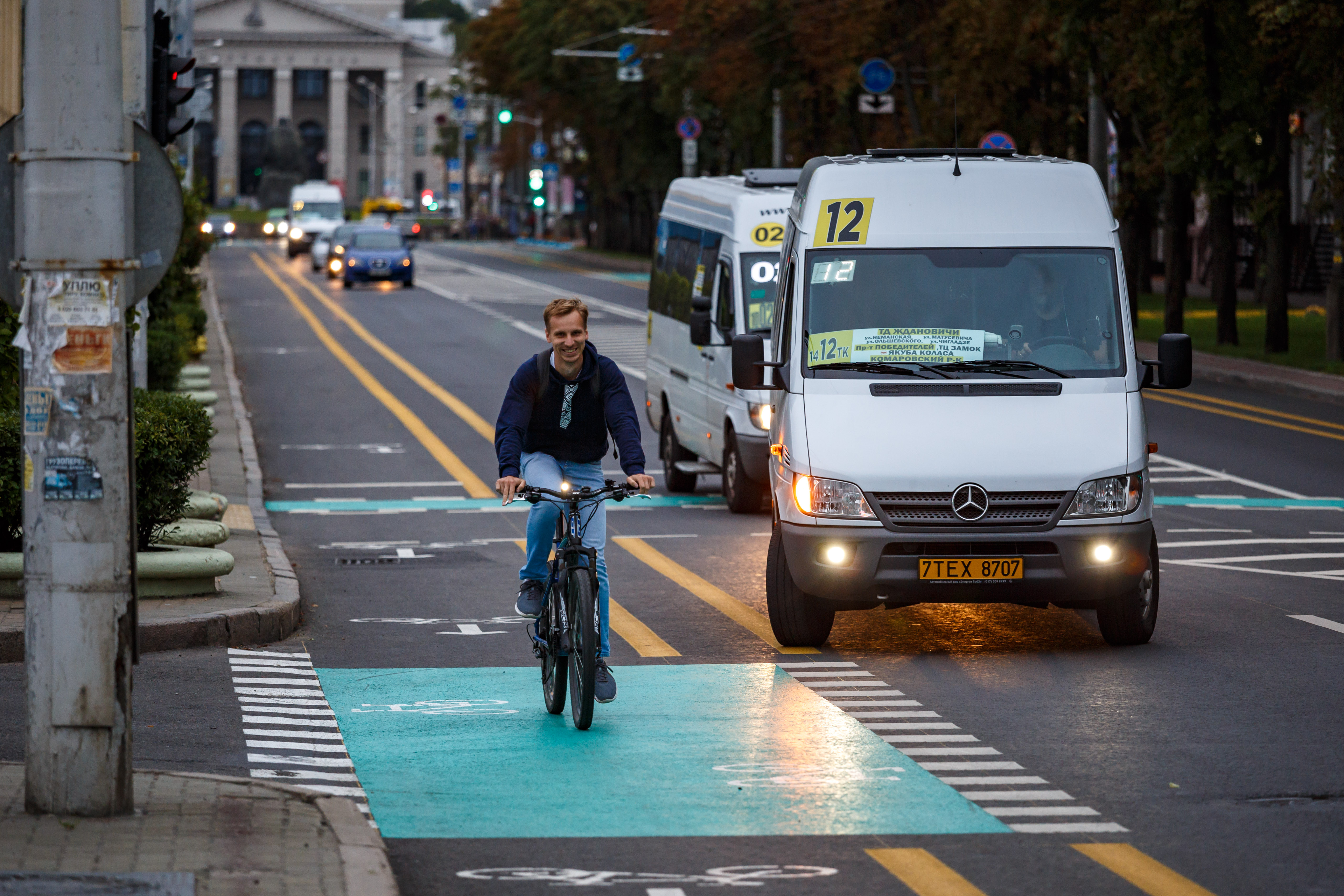
Первая в Минске велодорожка на проезжей части

Проект во многом состоялся благодаря мощной, глобальной поддержке УГАИ МВД РБ, которые понимают необходимость появления новых видов велоинфраструктуры.Павел Нищенко: специалист по развитию велодвижения в Минске
По мнению эксперта, срок реализации проекта в три года не такой уж и долгий; он мог быть и дольше, если бы в Беларуси большую роль играла не только позиция ГАИ, но и местных жителей:
Аналоги таких проектов могут требовать ещё больше времени на реализацию. В Дублине пытались велодорожку построить — 7 лет согласовывали. Не только с ГАИ, как мы, но и с местными жителями, которые были против строительства. У нас мы по умолчанию подразумеваем, как будто все жители «за».
Создание велополосы увеличило интенсивность движения велосипедистов по улице в 1,5 раза: в теплое время года только по велополосам проезжает около 500 велосипедистов в сутки (некоторые велосипедисты пока что избегают ей пользоваться) по состоянию на 2019 год.
Для пилотного проекта выбрали именно этот участок, потому что тут сконцентрировано большое количество проблем: плотный поток пешеходов на тротуаре, наличие подземных переходов, карман для маршруток, стихийная парковка автомобилей. В будущем проект может использоваться как типовое решение по преобразованию многих улиц Минска и других городов Беларуси для велосипедного движения.Дарья Косько, ecoidea.by